# Atzala
Atzala je obec, které se nachází na jihozápadě mexického státu Puebla. V roce 2015 zde žilo 1326 lidí. Je jedním z nejmenších měst v Pueble. 19. září 2017 došlo k zemětřesení, kvůli kterému se v Atzale zhroutil kostel a zabil nejméně 11 lidí.

## Podnebí
Nejteplejšími měsíci v roce jsou květen a duben. Nejvíce srážek spadne mezi červnem a zářím.